# Oenothera glazioviana
Espèce
L'Onagre à sépales rouges ou Onagre de Glaziou (Oenothera glazioviana)  de la famille des Onagracées. C'est une plante herbacée originaire du Brésil mais qui a été introduite ailleurs et qui s'est naturalisée dans de nombreuses régions du monde.
Sa floraison a lieu de juin à août.

## Synonyme
- Oenothera erythrosepala
- Oenothera lamarckiana auct. de Vries

## Liens externes

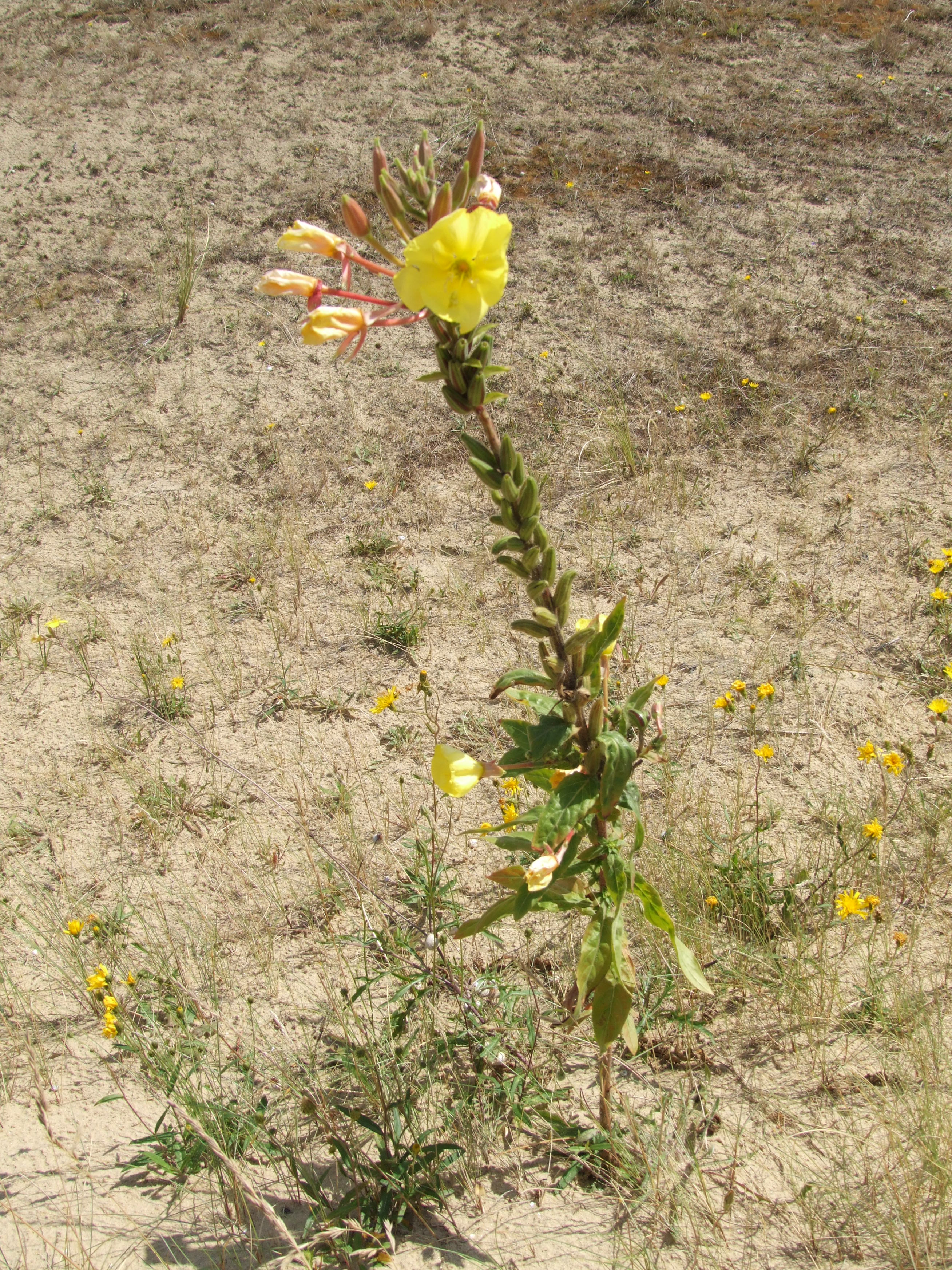
Oenothera glazioviana, sur la Dune du Perroquet, à Bray-Dunes.

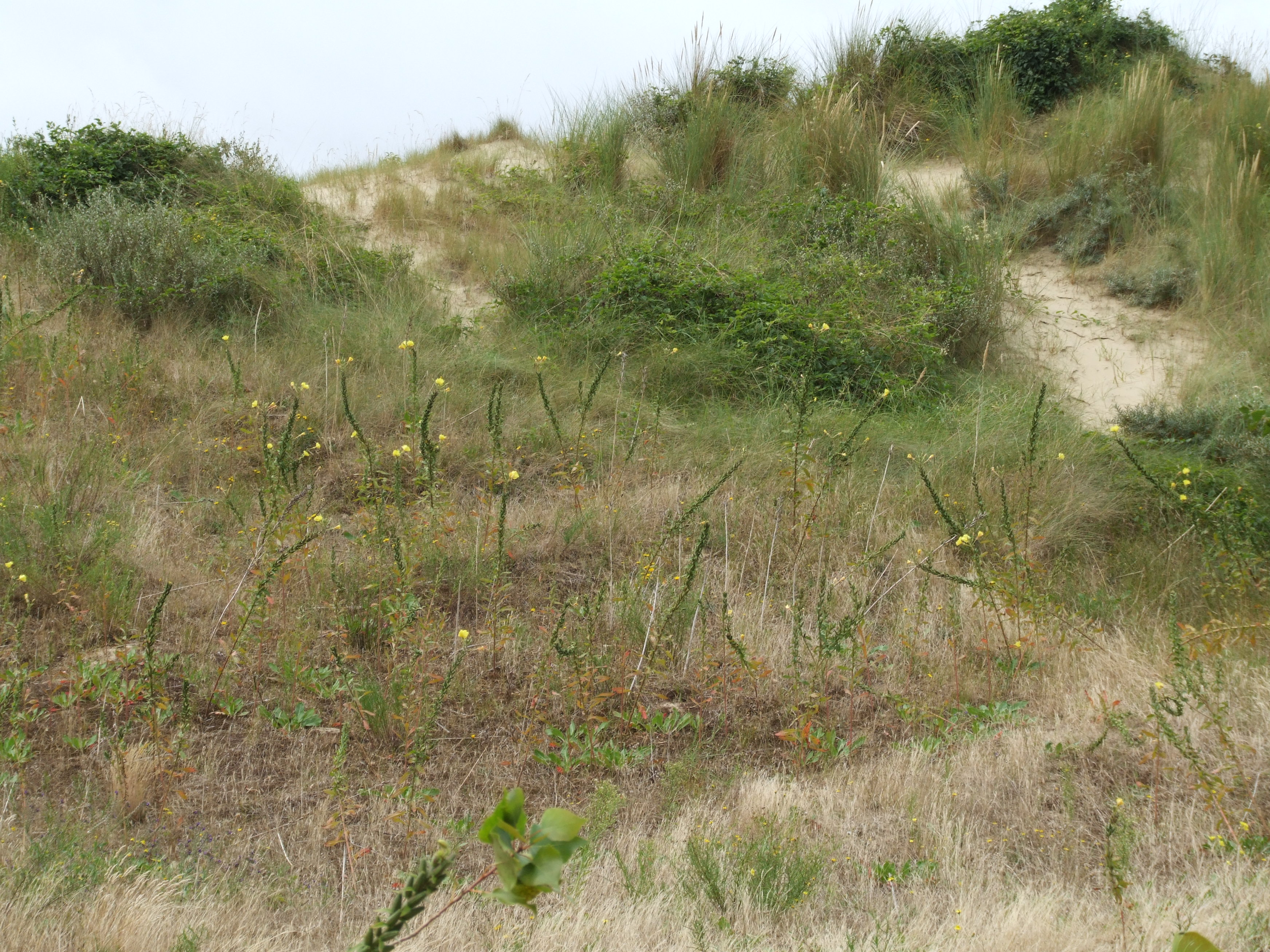
l'Onagre à sépales striés de rouge, Dune du Perroquet, à Bray-Dunes.